# Rivière Ticouapé
Rivière Ticouapé är ett vattendrag i Kanada.   Det ligger i provinsen Québec, i den östra delen av landet, 400 km nordost om huvudstaden Ottawa. Rivière Ticouapé ligger vid sjön Petit lac des Castors.
Omgivningarna runt Rivière Ticouapé är en mosaik av jordbruksmark och naturlig växtlighet. Runt Rivière Ticouapé är det glesbefolkat, med 9 invånare per kvadratkilometer.